# 大人見町
大人見町（おおひとみちょう）は静岡県浜松市中央区の町名。丁番を持たない単独町名である。住居表示未実施。

## 地理
浜松市中央区の西部、伊佐見地区の中部に位置する。西側は浜名湖（庄内湖）に面している。東で神原町、南で古人見町・大久保町・雄踏町山崎、北で伊左地町及び佐浜町と接する。

### 湖沼
- 浜名湖（庄内湖）

### 学区
小学校・中学校の学区は以下の通りである。
- 浜松市立伊佐見小学校
- 浜松市立湖東中学校

## 歴史

### 町名の由来
遠江国風土記伝によると、「大人者首（おおひとはおびと）」「小人者長人（おびとはおさひと）」而姓（でせい）也とある。大人（おとひと）は首（おびと）で、これは古代人の姓でこれが地名となったといわれる。

### 沿革
- 1876年（明治9年） - 敷知郡大人見村と古人見村が合併し、人見村となる。旧村名は人見村の大字として残る[書籍 2]。
- 1889年（明治22年）4月1日 - 町村制の施行により、人見村が周辺の村と合併して敷知郡伊佐見村となる[WEB 8]。
- 1896年（明治29年）4月1日 - 郡制の施行により、伊佐見村の所属郡が浜名郡に変更となる。
- 1955年（昭和30年） - 浜松駅と大人見を結ぶ路線バス路線が開通する。
- 1956年（昭和31年）9月30日 - 伊佐見村と和地村が合併し、湖東村となる。
- 1960年（昭和35年）10月1日 - 湖東村が浜松市に編入される。
- 1963年（昭和38年）7月1日 - 大字大人見から大人見町に住所表記を変更する[書籍 3]。
- 1969年（昭和44年）5月1日 - 静岡県立浜松湖東高等学校が現在地へ移転する。
- 1972年（昭和47年）5月1日 - 雄踏町大字山崎との間で境界変更が実施される[WEB 8]。
- 1979年（昭和54年）4月5日 - 社会福祉法人慈愛会 瞳ヶ丘保育園が開園する。
- 1993年（平成5年）2月4日 - 遠鉄ストア大人見店が営業開始する。
- 2004年（平成16年）7月22日 - 浜松市立はまゆう図書館が開館する[WEB 9]。
- 2007年（平成19年）4月1日 - 浜松市が政令指定都市となる。大人見町は西区の一部となる。
- 2018年（平成30年）4月 - 社会福祉法人伊左地会 伊左地保育園が開園する。
- 2019年（平成31年）4月1日 - 浜松中央警察署より分離し、浜松西警察署が新設される。
- 2024年（令和6年）1月1日 - 浜松市の行政区再編により、大人見町は中央区の一部となる。

## 施設
- 社会福祉法人慈愛会 幼保連携型認定こども園 瞳ヶ丘こども園
- 社会福祉法人伊左地会伊左地保育園
- 静岡県立浜松湖東高等学校
- 静岡県警察浜松西警察署
- 浜松市立はまゆう図書館
- ピーワンプラザ大人見
  - 遠鉄ストア大人見店
  - DCM大人見店
- 医療法人社団白梅会 内田記念病院
- JAとぴあ浜松西・北営農センター、西北集荷場
- 静岡県セイブ自動車学校
- ヤマト運輸浜松大人見営業所
- 瞳ヶ丘団地
- ゆう・おおひとみ
- ゆう公園
- あい公園
- しん公園
- 瞳ヶ丘東公園
- 瞳ヶ丘中央公園
- 臨済宗方広寺派恵日山光勝寺
- 南宮金山神社

## 交通

### バス
- 遠鉄バス
  - 8・8-33伊佐見線：（浜松駅 方面 - ）大人見（ - 山崎 方面）
  - 36ひとみヶ丘線（湖東高校経由）：（浜松駅 方面 - ）浜松西警察署前 - 湖東高校 - 湖東高校南 - 大人見公民館前 - ひとみヶ丘入口 - ひとみヶ丘東 - ひとみヶ丘中（ - 湖人見団地・山崎 方面）
  - 36ひとみヶ丘線（ゆう・おおひとみ経由）：（浜松駅 方面 - ）浜松西警察署前 - ゆう・おおひとみ東 - ゆう・おおひとみ中 - ゆう・おおひとみ西 - ひとみヶ丘北 - 大人見公民館前 - ひとみヶ丘入口 - ひとみヶ丘東 - ひとみヶ丘中（ - 湖人見団地・山崎 方面）

### 道路
- 静岡県道49号細江舞阪線
- 静岡県道65号浜松環状線

## その他

### 警察
警察の管轄区域は以下の通りである。
| 番・番地等 | 警察署       | 交番・駐在所 |
| ---------- | ------------ | ------------ |
| 全域       | 浜松西警察署 | 湖東交番     |

### 消防
消防の管轄区域は以下の通りである。
| 番・番地等 | 消防署   | 本署/出張所 |
| ---------- | -------- | ----------- |
| 全域       | 西消防署 | 湖東出張所  |

### 書籍
1. ↑  『わが町文化誌 湖と花と緑の里 いさみ』浜松市立伊佐見公民館、1997年2月1日、85頁。
2. ↑  『浜松市史 三』浜松市役所、1980年3月26日、21頁。
3. ↑  『わがまち文化誌 和の里 今むかし』浜松市立和地公民館、2000年8月10日、345頁。

### WEB
1. ↑  “h02_22.csv”.   総務省 (2022年2月10日). 2024年7月27日閲覧。
2. ↑  “chuouku_menseki.xlsx”.   浜松市 (2024年3月12日). 2024年7月27日閲覧。
3. ↑  “静岡県 浜松市中央区 大人見町の郵便番号 - 日本郵便”.   日本郵便. 2025年2月15日閲覧。
4. ↑  “市外局番の一覧”.   総務省 (2022年3月1日). 2024年7月27日閲覧。
5. ↑  “事業所案内及び管轄地域（事務所3件、分室3件）”.   一般社団法人静岡県自動車会議所. 2024年7月27日閲覧。
6. ↑  “住居表示実施状況／浜松市”.   浜松市 (2024年1月4日). 2024年7月27日閲覧。
7. ↑  “学校名から探す／浜松市”.   浜松市 (2024年1月1日). 2024年7月27日閲覧。
8. 1 2  “historyofcities.pdf”.   静岡県総務部合併推進室・財団法人静岡県市町村振興協会. 2024年9月26日閲覧。
9. ↑  “図書館のあゆみ｜浜松市立図書館｜浜松市”.   浜松市. 2024年9月24日閲覧。
10. ↑  “湖東交番｜静岡県警察”.   静岡県警察 (2024年1月1日). 2024年7月27日閲覧。
11. ↑  “消防署の町別管轄「お」／浜松市”.   浜松市 (2024年3月21日). 2024年7月27日閲覧。